# Ayşe Sultan (Haseki d'Osman II)
Ne doit pas être confondu avec Ayşe Sultan (Haseki de Mourad IV).
Ayşe Sultan (morte vers 1640) est la favorite (haseki) du sultan ottoman Osman II,.

## Biographie
Contrairement au précédentes hasekis, Ayşe Sultan n'est pas devenue une figure féminine de premier plan.
Elle apparaît dans les comptes du palais impérial à partir de 1619, mais on ne sait rien de sa vie hormis son nom.
Selon l'universitaire Gabriel Piterberg, le pouvoir politique d'Ayşe était « insignifiant».
Après la mort d'Osman en 1622, Ayşe Sultan est restée vivre dans le Vieux Palais. Les registres de comptes indiquent qu'elle y vivait encore en 1640.